# Thanasis Antetokounmpo
Athanasios „Thanasis” Rotimi Antetokounmpo (n. 18 iulie 1992, Atena, Grecia) este un baschetbalist grec de origine nigeriană care joacă pentru Milwaukee Bucks în NBA. Este fratele mai mare al lui Giannis Antetokounmpo, jucător al aceleiași echipe, dar și al lui Kostas Antetokounmpo, care joacă pentru South Bay Lakers.